# 토랄프 스콜렘
토랄프 알베르트 스콜렘(노르웨이어: Thoralf Albert Skolem, 1887–1963, IPA: [ˈtuːɾɑlf ˈskuːləm])은 노르웨이의 수학자다. 수리논리학과 집합론에 공헌하였다.

## 생애
스콜렘의 아버지는 초등학교 교사였다. 오슬로에서 학교를 다녔고, 1905년에 대학 입학 시험을 통과하여 오슬로 대학교에서 수학을 공부하였다. 1909년부터 물리학자 크리스티안 비르켈란의 조수로 있었으며, 한때 비르켈란과 같이 수단으로 여행하기도 하였다.
1906년에는 오슬로 대학교 연구원이 되었고, 1918년에 조교수가 되었다. 이 때 스콜렘은 아직 박사 학위를 갖지 않았지만, 이후 1926년 결국 박사 학위 논문을 제출하여 박사가 되었다. 지도 교수는 공식적으로 악셀 투에였는데, 투에는 이미 1922년 사망한 뒤였다. 이듬해 1927년에 에디트 빌헬미네 하스볼(노르웨이어: Edith Wilhelmine Hasvold)과 결혼하였다.
1930년에 베르겐의 크리스티안 미켈센 연구소(Christian Michelsens Institutt) 연구원이 되었다. 이는 강의 직무 없이 순수하게 연구만 할 수 있는 직위였다. 그러나 스콜렘은 베르겐에서는 필요한 논문들을 볼 수 없어, 결국 1938년 다시 오슬로 대학교 교수가 되었다. 오슬로 대학교에서도 스콜렘은 평생 오직 박사 과정 지도 학생이 한 명 밖에 없었다.
1957년 은퇴하였고, 1963년에 사망하였다.

## 같이 보기
- 스콜렘-말러-레흐 정리

## 참고 문헌
- Brady, Geraldine (2000년 7월). 《From Peirce to Skolem: a neglected chapter in the history of logic》. Studies in the History and Philosophy of Mathematics (영어) 4. North Holland. doi:10.1016/S0928-2017(00)80001-8. ISBN 978-0-444-50334-3. Zbl 0958.01009.
- Fenstad, Jens Erik (1996). “Thoralf Albert Skolem 1887-1963: A Biographical Sketch” (PDF). 《Nordic Journal of Philosophical Logic》 (영어) 1: 99-106.